# Ada Condeescu
Ada Condeescu (n. 2 iulie 1988, București, România) este actriță română. Este cunoscută în special pentru rolul Ana din filmul Eu când vreau să fluier, fluier sau personajul Veli din filmul Loverboy.
În iulie 2011 a câștigat premiul "The Heart of Sarajevo" (Inima orașului Sarajevo) pentru cea mai bună actriță la Festivalul de Film de la Sarajevo, pentru rolul Veli, interpretat în filmul Loverboy. În 2012, a câștigat trofeul “Shooting Stars” la Festivalul de Film de la Berlin.

## Viață personală
Ada Condeescu este căsătorită cu Cătălin Mitulescu și au împreună doi copii.

## Filmografie
- Retreat Vama Veche (2024)[5]
- Copacul dorințelor: Amintiri din copilărie (2022)
- Heidi (2019)
- L-a seral - miniserie TV (2019)
- Dincolo de calea ferată (2016)[6]
- Siblings (2016)
- Lady of Csejte (2015)
- Love Island (2014)
- Lupu (2013)
- Loverboy (2011)[7]
- Eu când vreau să fluier, fluier (2010)[8]